# Гвинейско-либерийские отношения
Гвинейско-либерийские отношения — двусторонние дипломатические отношения между Гвинеей и Либерией. Протяжённость государственной границы между странами составляет 590 км.

## История
24 декабря 1989 года началась Первая гражданская война в Либерии, спровоцированная Чарльзом Тейлором и Национально-патриотическим фронтом Либерии (НПФЛ), которая в 1991 году распространилась на соседнюю Сьерра-Леоне, когда повстанцы Объединённого революционного фронта (ОРФ) во главе с Фодеем Санко, начал использовать Либерию в качестве плацдарма для поддерживаемых НПФЛ военных нападений на пограничные города Сьерра-Леоне. Из-за этих событий к 1992 году 120 000 человек бежали из Сьерра-Леоне в Гвинею из-за действий ОРФ против гражданских лиц.
В 2001 году либерийские войска вместе с ОРФ начали нападать и сжигать лагеря беженцев и гвинейские деревни вдоль границы. В своей речи президент Гвинеи Лансана Конте обвинил беженцев в дестабилизации обстановки вдоль границы и заявил, что подавляющее большинство беженцев являются мятежниками.
Лансана Конте призвал население Гвинеи защищать свою страну, что привело к нападениям, избиениям, изнасилованию и похищению беженцев со стороны гвинейской полиции и вооружённых сил. Резкие перемены в политике Гвинеи в отношении беженцев ещё более обострило кризис, когда граждане Либерии пытались вернуться на территорию, контролируемую ОРФ. По оценкам Организации Объединённых Наций, к 2002 году три миллиона человек, или каждый пятый человек из стран Союза стран бассейна реки Мано, покинули свой дом.

## Дипломатические представительства
- Гвинея имеет посольство в Монровии[6].
- Либерия содержит посольство в Конакри[7].